# ドッチャダンネ
『ドッチャダンネ』は日本のオペレッタ。益田太郎冠者作。1917年（大正6年）5月に帝国劇場で初演された。

## 概要
帝国劇場で上演された女優劇の1つ。なお、作者の益田太郎冠者は明治末期から「太郎冠者」の表記名で活動しており、本作の作者表記も「太郎冠者」が正確と言える。
益田太郎冠者は完全主義者のきらいがあり、大阪を舞台とした本作を上演するにあたって、純粋な大阪人を呼び寄せ、大阪弁の指導にあたらせた。主演となる森律子の台本は真っ赤に注意書きが加えられていたという。
本作の挿入歌「コロッケー」（益田太郎冠者作詞、作曲者不詳）は1917年10月に公演された浅草オペラの『カフェーの夜』でも「コロッケの唄」として用いられ、一大流行歌となり、コロッケの普及の一助となった。「コロッケの唄」は『カフェーの夜』挿入歌とする文献もあるが、元は本作の挿入歌である。

## 公演
以下のスケジュールで、公演、再演が行われた。
- 1917年5月4日 - 同年5月15日
- 1920年5月1日 - 同年5月15日
- 1925年5月4日 - 同年5月28日

## あらすじ
「大阪成金高林方饗応の場」「同家庭園の場」の2場からなる。
友禅染業で財を成した大阪天王寺の成金・高林甚兵衛は新築の自宅で銀行頭取・依田孝一をもてなそうとする。
その席に呼ばれた藝妓の榮子は、孝一に恋心を抱くが、立場も違う故に孝一と話すこともままならない。
孝一のほうは、甚兵衛の娘・種子と意気投合し、将来を誓い合ってしまう。
しかし、種子には東京に将来を約束した男がいたのであった。
身体はけがれていないが心は東京の男にある種子。一方、身体は水商売なれど心にけがれはない榮子。
終盤、孝一に思いを打ち明けた榮子が、成金の娘か自分か「どっちだんね?!（どっちを選ぶの?!）」と詰め寄る場面が劇タイトルとなっている。

## 出演・登場人物
榮子
演:森律子
藝妓。主役。
高林甚兵衛
演:中村東蔵
友禅染業で財を成した大阪の成金。
種子
演:河村菊江
甚兵衛の娘。
依田孝一
演:守田勘彌
男爵の子息で、銀行頭取。
花丸
演:澤村宗十郎
太鼓持ち、男芸者。劇中で「コロッケー」を歌う。

## 評価
饗庭篁村は、本作を 「面白くて賑か｣で､ 本作で使われた｢洋式小唄も面白くて､踊るのも唄うのもまた面白そう」と東京朝日新聞の1917年5月8日付で大絶賛している。
一方で、『演藝画報』1917年6月号掲載の「五月の帝劇と新富座」では、「大勢の芸妓が洋式小唄の「コロッケー」などを歌い、2時間余りも大勢で舞台を引っ掻き回すような、劇としては何等の価値もないもの」とし、「たくさんの女優を残らず舞台に出して、椅麗に見せて、賑やかに働かせている」との評となっている。